# Vånsjöåsens naturreservat
Vånsjöåsen är ett naturreservat beläget på Enköpingsåsen i Torstuna socken i norra delen av Enköpings kommun. På reservatets västra sida går länsväg C 558. 
Reservatet har delats i 2 delar i och med att ett fornlämningsområde för fornlämningen Torstuna RAÄ 101 har brutits ut ur reservatet. En torplämning (Torstuna 235:1) finns i reservatets sydligaste del. Torpet flyttades 1955 till Härledgården och endast grunden finns kvar.
Landskapet hålls öppet av betande kor och Vånsjöåsen är den rikaste lokalen för backsippor i Uppsala län. Längs dess östra gräns rinner Gällbäcken som är ett biflöde till Örsundaån.

## Miljöbilder

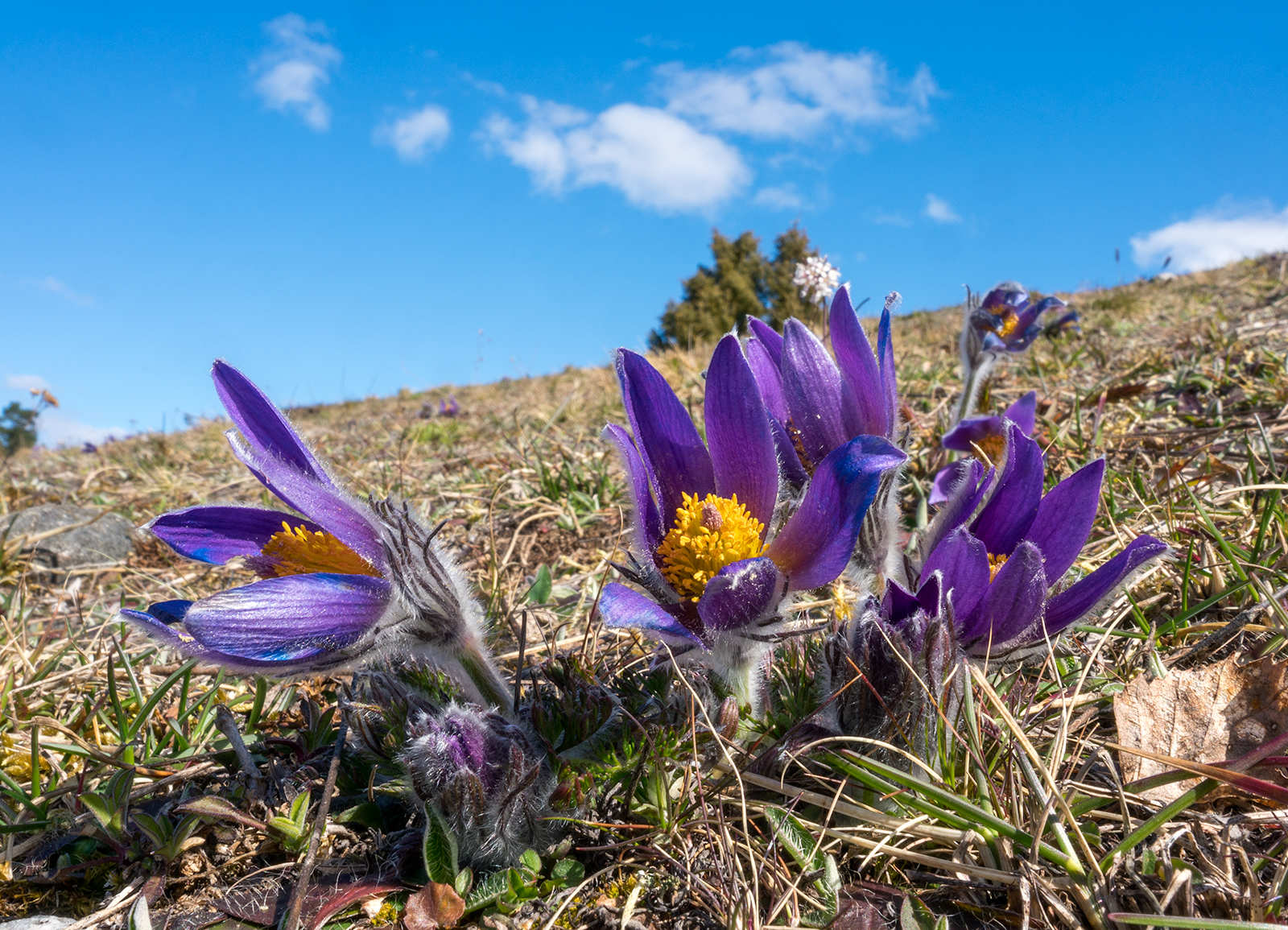
Backsippor.
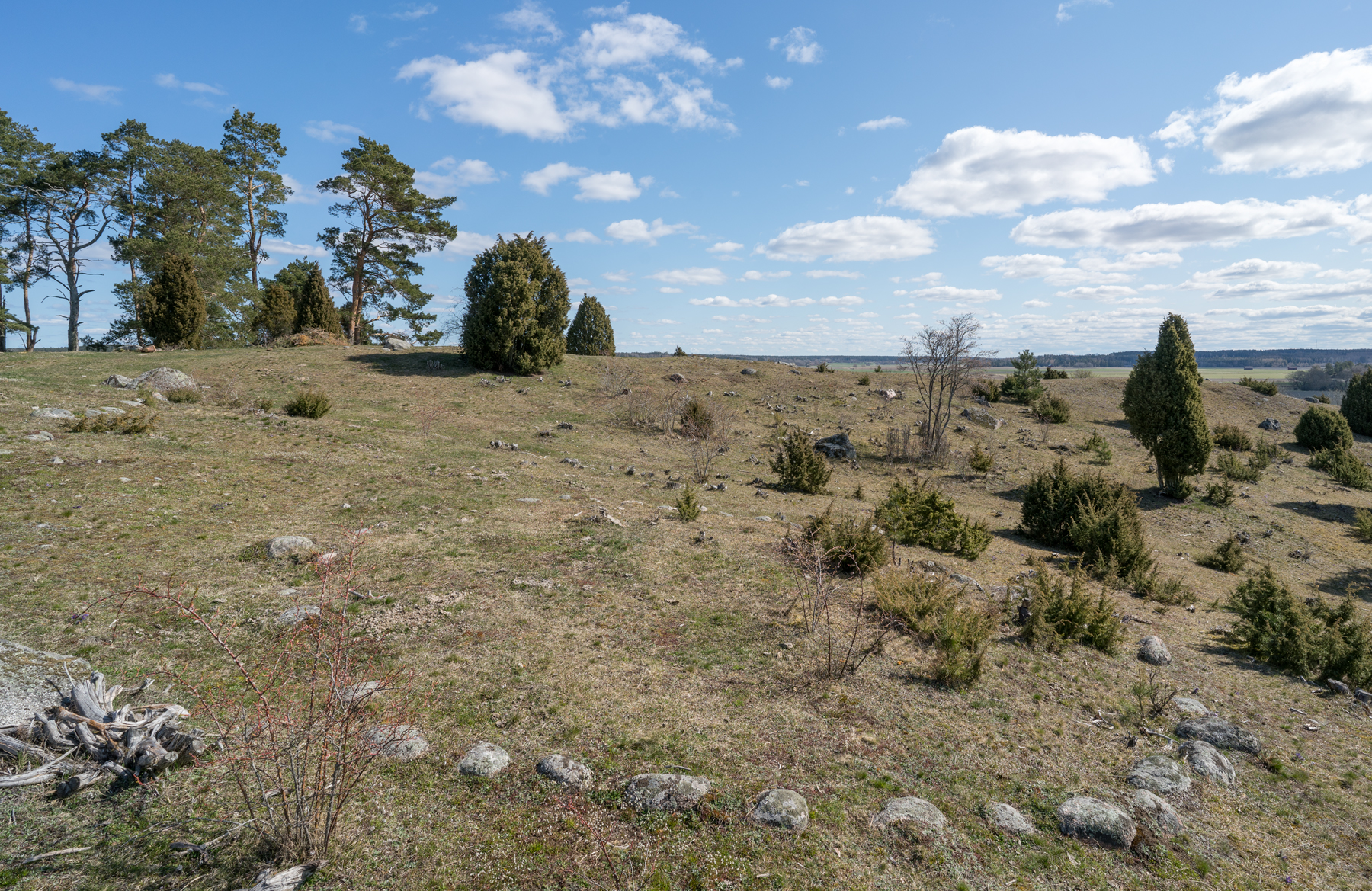
Rund stensättning i gravfältet.
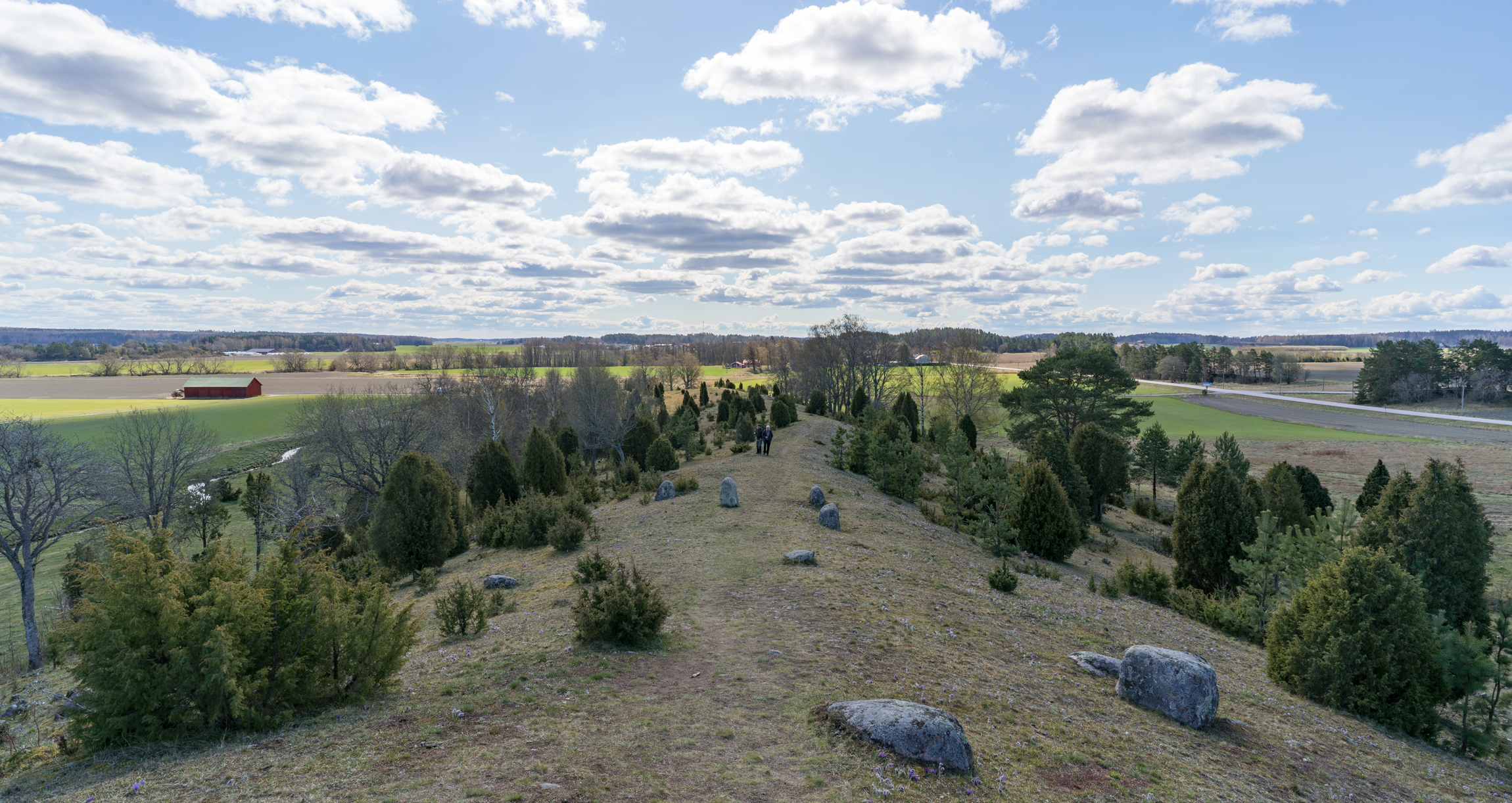
Vånsjöåsen - vy mot söder.
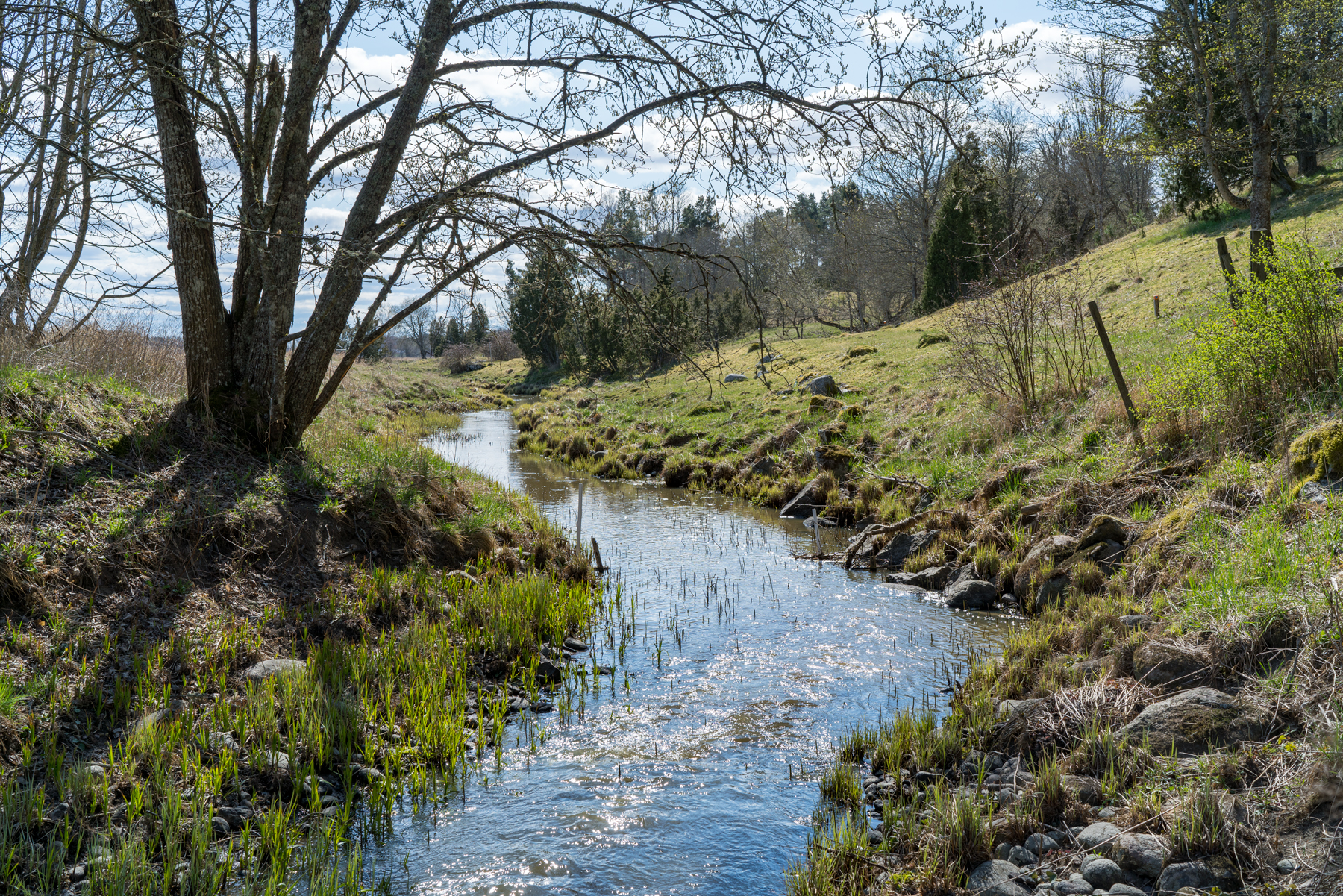
Gällbäcken.